# Amtsgericht Schenklengsfeld
Das Amtsgericht Schenklengsfeld war ein preußisches Amtsgericht mit Sitz in Schenklengsfeld.

## Vorgeschichte
In Kurhessen erfolgte 1821 die Trennung der Rechtsprechung von der Verwaltung und für die Rechtsprechung wurden Justizämter, darunter das Justizamt Schenklengsfeld, eingerichtet. Es war dem Obergericht für die Provinz Fulda zugeordnet.

## Geschichte
Mit der Annexion Kurhessens durch Preußen 1866 wurden in der neuen Provinz Hessen-Nassau Amtsgerichte eingerichtet. Das Justizamt Schenklengsfeld wurde entsprechend in das Amtsgericht Schenklengsfeld umgewandelt. Es war dem Kreisgericht Rotenburg zugeordnet. Mit der Einführung der Reichsjustizgesetze entstanden 1879 reichsweit einheitlich Amtsgerichte. Das Amtsgericht Schenklengsfeld behielt damit seinen Namen und erhielt die neuen Funktionen. Es war nun eines der 34 Amtsgerichte im Bezirk des Landgerichtes Kassel. Am Gericht bestand eine Richterstelle. Es war damit ein kleines Amtsgericht im Landgerichtsbezirk. Es wurden Gerichtstage in Philippsthal abgehalten. Sein Gerichtsbezirk umfasste aus dem Kreis Hersfeld die Gemeindebezirke Ausbach, Conrode, Dinkelrode, Hillartshausen, Hilmes, Lampertsfeld, Landershausen, Malkomes, Motzfeld, Nippe, Oberlengsfeld, Philippsthal-Creuzberg, Ransbach, Schenklengsfeld, Schenksolz, Unterneurode, Unterweisenborn, Wehrshausen und Wüstfeld.
Das Amtsgericht Schenklengsfeld wurde im Zweiten Weltkrieg zum 15. Juni 1943 stillgelegt und sein Sprengel dem Amtsgericht Bad Hersfeld zugeordnet.